# Stazione di Rubbia-San Michele
La stazione di Rubbia-San Michele era una stazione sita nel comune di Savogna d'Isonzo sulla linea ferroviaria Udine-Trieste.
Cari signori perché avete cancellato la mia firma su questa foto??

## Storia
La stazione rimase senza traffico a partire dall'orario estivo 1987, precedentemente era servita esclusivamente da treni locali.
Venne soppressa l'8 aprile 1990.